# Немшка Лока
Немшка Лока (словен. Nemška Loka) је насељено место у општини Кочевје, регија Југоисточне Словеније, Словенија.

## Историја
До територијалне реорганизације у Словенији била је у саставу старе општине Кочевје.

## Становништво
У попису становништва из 2011. године, Немшка Лока је имала 31 становника.
| Број становника према пописима | Број становника према пописима | Број становника према пописима |
| ------------------------------ | ------------------------------ | ------------------------------ |
| 1991                           | 2002                           | 2011                           |
| 39                             | 42                             | 31                             |